# Старт (стадион, Саранск)
Стадион «Старт» — многофункциональный стадион в городе Саранске, столице Республики Мордовии, построенный в 2004 году. Входит в спортивный центр «Старт» (ГАУ РМ «РСТЦ «Старт»), который также управляет Дворцом водных видов спорта и стадионом чемпионата мира 2018 года «Мордовия Арена». 
После сноса стадиона «Светотехника» «Старт» являлся домашней ареной футбольного клуба «Мордовия». Расположен в центре города. Трибуны стадиона вмещают 11 613 посадочных мест.
На территории стадиона располагаются:
- 4 футбольных поля (2 с искусственным и 2 с натуральным покрытием);
- площадки для игры в волейбол, баскетбол;
- легкоатлетические беговые дорожки с двухслойным тартановым покрытием, а также секторы для прыжков в длину и высоту, соревнований по метанию копья, диска, молота, толканию ядра.
- тренажёрный зал[3].

На территории объекта были проведены: Кубок мира по спортивной ходьбе, домашние матчи ФК «Мордовия» в рамках РПЛ и ФНЛ, чемпионат России по спортивной ходьбе, футбольные турниры ПФЛ «Надежда», чемпионаты по футболу среди детских и юношеских команд, первенство России по лёгкой атлетике среди юниоров, международный фестиваль «Блюз. Битлз. Рок-н-ролл», IX летняя Спартакиада ОАО «Газпром», Всероссийская летняя Спартакиада спортивных школ, Международный фестиваль финно-угорских народов «Шумбрат, Финно-Угрия!», мероприятия международного форума «Россия — спортивная держава» и другие события.

## Галерея

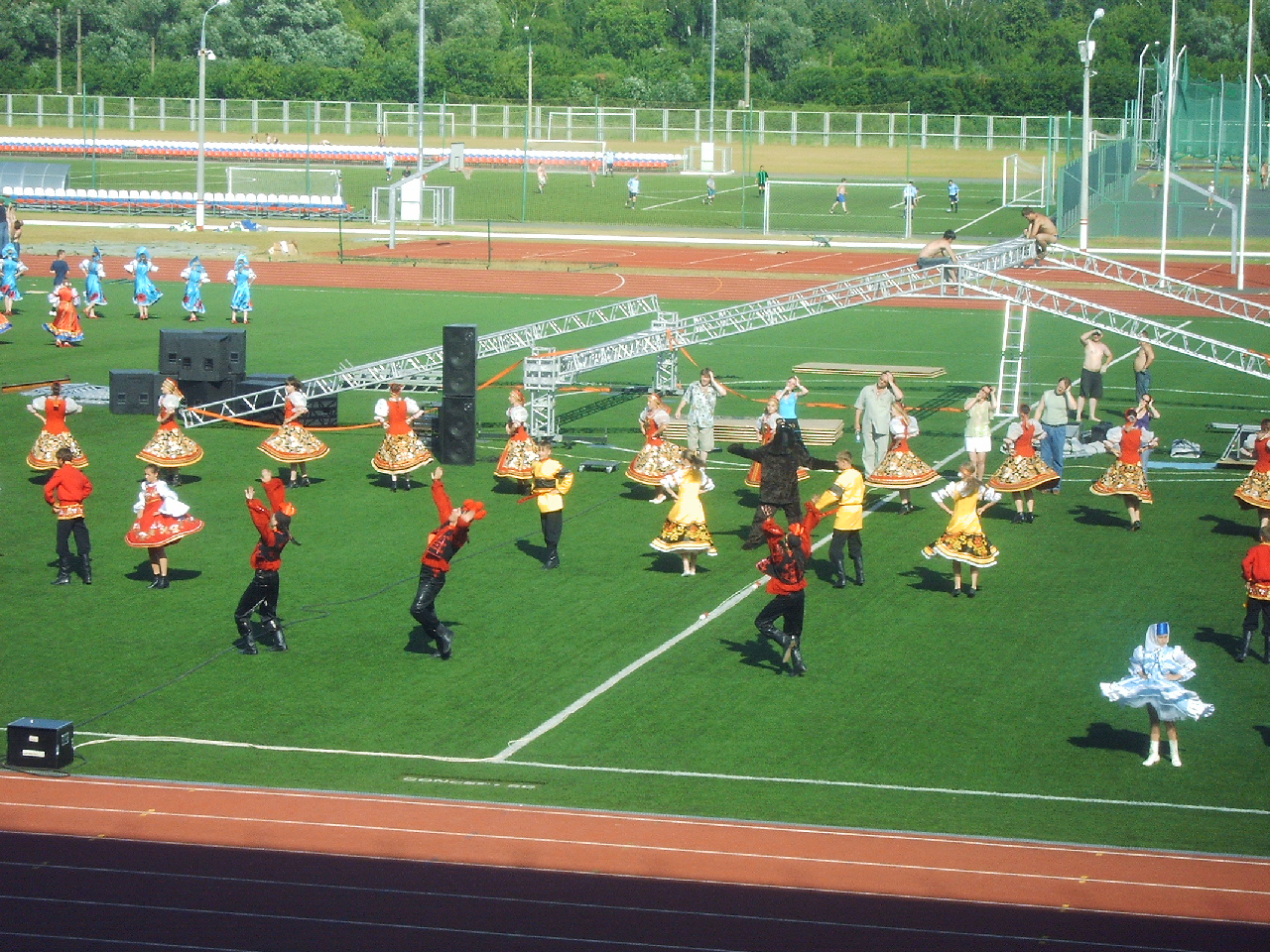
Праздник «Сабантуй». Театрализованное представление на стадионе «Старт». Июнь 2006 года
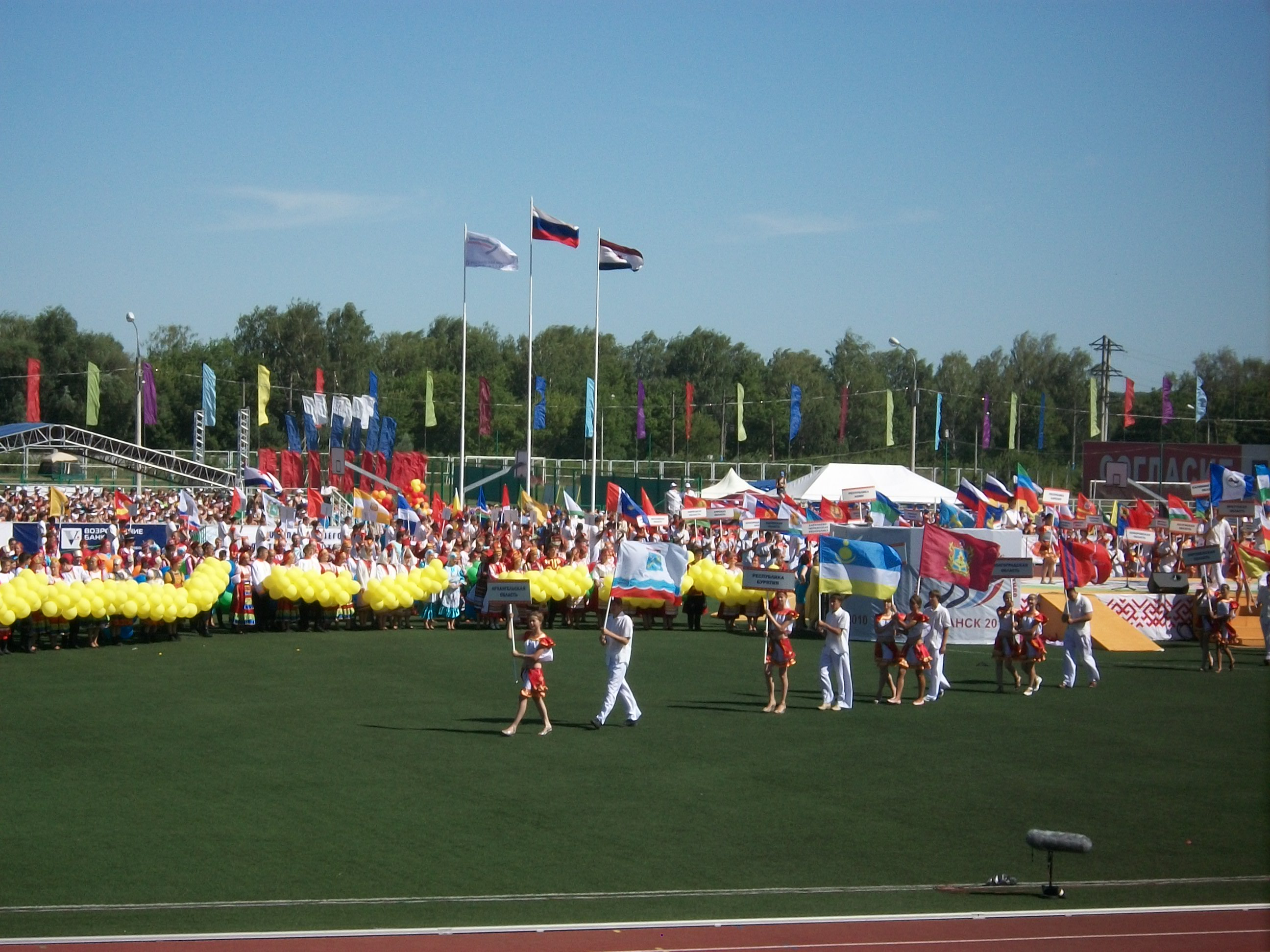
Открытие чемпионата России по лёгкой атлетике на стадионе «Старт». Июль 2010 года

## Адрес
- 430005, Республики Мордовия, г. Саранск, ул. Московская, 12.